# محوطه رود کر
محوطه رود کر مربوط به دوره اشکانیان - سده‌های متاخر دوران‌های تاریخی پس از اسلام است و در شهرستان سرباز، بخش مرکزی، دهستان پارود، روستای نظرآباد واقع شده و این اثر در تاریخ ۲۷ اسفند ۱۳۸۷ با شمارهٔ ثبت ۲۶۴۸۰ به‌عنوان یکی از آثار ملی ایران به ثبت رسیده است.